# Fjällbackamorden: Havet ger, havet tar
Fjällbackamorden: Havet ger, havet tar es una película estrenada el 23 de octubre de 2013 y fue dirigida por Marcus Olsson. Está basada en las novelas de Michael Hjorth y Camilla Läckberg.
Es la cuarta entrega de la franquicia y forma parte de las películas de Fjällbackamorden. 

## Historia
Cuando Erica encuentra al fotógrafo Stigge asesinado en su estudio, se involucra en la investigación sobre su muerte. Patrik y su equipo en la estación de policía de Fjällbacka pronto comienzan a cuestionar si Stigge era el dulce anciano que parecía ser. Erica por su parte descubre gracias a su suegra, Kristina quien confía en ella y le dice que ella era una de las personas a quien Stigge estaba chantajeando. 
Durante flashbacks a la década de 1960 se descubre la historia de cómo el amor verdadero dañó al joven Stigge y lo hizo cubrir un asesinato con el objetivo de ganarse a la mujer de quien estaba enamorado.

## Personajes

### Personajes principales
| Actor                              | Personaje                                      | Ocupación                       |
| ---------------------------------- | ---------------------------------------------- | ------------------------------- |
| Claudia Galli                      | Erica Falck                                    | Escritora de Novelas Policíacas |
| Richard Ulfsäter                   | Patrik Hedström                                | Inspector de la Policía         |
| Lennart Jähkel                     | Mellberg                                       | Inspector en Jefe de la Policía |
| Pamela Cortes Bruna                | Paula                                          | Oficial de la Policía           |
| Eva Fritjofson                     | Kristina                                       | Madre de Patrik                 |
| Eivin Dahlgren Kristoffer Berglund | Stigge (de adulto) Stigge (de joven)           | Fotógrafo -                     |
| Harriet Andersson Mylaine Hedreul  | Birgitta (de adulta mayor) Birgitta (de joven) | -                               |
| Hans Wahlgren Linus Wahlgren       | Otto (de adulto mayor) Otto (de joven)         | -                               |
| Ann Westin                         | Annika                                         | -                               |

### Personajes secundarios
| Actor                   | Personaje      | Ocupación              |
| ----------------------- | -------------- | ---------------------- |
| Jimmy Lindström         | Magnus         | -                      |
| Henrik Norlén           | Bosse L.       | -                      |
| Åsa-Lena Hjelm          | Clara          | -                      |
| Örjan Landström         | Tord           | -                      |
| Sanna Mari Patjas       | Sofia          | -                      |
| Carina M. Johansson     | Pia            | -                      |
| Katarina Ewerlöf        | Anette         | -                      |
| Ellen Stenman Göransson | Maja Hedström  | Hija de Erica y Patrik |
| Simon Brodén            | Anton Hedström | Hijo de Erica y Patrik |
| Lukas Brodén            | Noel Hedström  | Hijo de Erica y Patrik |
| Måns Ellmark            | Torsten        | -                      |
| Emelie Strömberg        | -              | Enfermera              |

## Producción
La película fue dirigida por Marcus Olsson, escrita por los escritores Michael Hjorth y Camilla Läckberg (creadores y escritora de los personajes), así como con Karin Gidfors	y Michael Hjorth. 
En la producción contó con el productor Pontus Sjöman, Helen Ahlsson y Caisa Westling, junto a los productores ejecutivos Jessica Ask, Klaus Bassiner, Wolfgang Feindt, Helena Danielsson, Jonas Fors, Michael Hjorth, Lone Korslund, Peter Nadermann, Mette Friberg y Christian Wikander, así como con la productora asociada Sigrid Strohmann y el productor de línea Christian Sundkvist.
La edición estuvo a cargo de Marinella Angusti y Bernhard Winkler.
La música estuvo bajo el cargo de Johan Nilsson, mientras que la cinematografía en manos de Mats Axby. 
La película fue estrenada el 23 de octubre de 2013 por DVD con una duración de 1 hora con 29 minutos.
Fue filmada en Fjällbacka en Suecia.
Contó con la participación de la compañía de producción "Tre Vänner Produktion AB". Otras compañías que participaron en la serie fueron "Filmgate", así como con "Dagsljus Filmequipment", "Restaurang Källaren" y "WestAros Productions".
En el 2013 la película fue distribuida por "Nordisk Film" en todos los medios en Suecia y por "Film1 Action" en televisión limitada en los Países Bajos. En el 2014 fue distribuida por "Alive Vertrieb und Marketing" en DVD en Alemania y por "Lumière Home Entertainment" en DVD en los Países Bajos.

### Emisión en otros países
| País         | Título                                              | Fecha de Estreno                       |
| ------------ | --------------------------------------------------- | -------------------------------------- |
| Alemania     | Mord in Fjällbacka: Die Hummerfehde                 | 19 de noviembre de 2013                |
| España       | Los crímenes de Fjällbacka: El mar da, el mar quita | 1 de diciembre de 2013                 |
| Francia      | Les enquêtes d'Erica: La mer donne, la mer reprend  | 22 de septiembre de 2013               |
| Italia       | Omicidi tra i fiordi: Il mare prende, il mare dà    | 18 de mayo de 2014                     |
| Noruega      | Mordene i Fjällbacka: Havet gir, havet tar          | -                                      |
| Países Bajos | -                                                   | 29 de octubre de 2013 (estreno en DVD) |
| Rusia        | Море даёт, море забирает                            | -                                      |